# Великий Боков
Великий Боков (бел. Вялікі Бокаў) — деревня в Каменском сельсовете Мозырского района Гомельской области Республики Беларусь.

## География

### Расположение
В 8 км на юго-запад от Мозыря, 6 км от железнодорожной станции Козенки (на линии Калинковичи — Овруч), 145 км от Гомеля.

## Транспортная сеть
Транспортные связи по автодороге, Мозырь — Лельчицы.
Планировка состоит из прямолинейной улицы, ориентированной с юго-запада на северо-восток, к которой с запада присоединяется короткая улица. Застройка двусторонняя, деревянная, усадебного типа.

## История
По письменным источникам известна с XVI века как деревня Боково на дороге Мозырь — Туров, собственность казны, в Мозырском повете Минского воеводства Великого княжества Литовского. В пописе армии ВКЛ деревня Боковщина, владение Кузьмы Ходычича (Кобызевича), обозначена под 1567 год. В XVIII веке с образованием деревни Малый Боков за деревней Боковщина закрепилось название Великий Боков.
После 2-го раздела Речи Посполитой (1793 год) в составе Российской империи. В 1795 году село, деревянная церковь Иоана Богослова. Центр одноимённого поместья, хозяйка которого Березовская владела здесь в 1866 году 269 десятинами земли. Мещанину Павловичу принадлежал одноимённый фольварк, находившийся рядом, а мещанин Марцинкевич владел здесь в 1876 году 756 десятинами земли. Большие земельные участки в 1880-е годы находились во владении помещиков Римшей. Согласно переписи 1897 года рядом одноимённая усадьба. В 1908 году в Мелешковичской волости Мозырского уезда Минской губернии. В 1914 году солдаты запасной роты разгромили поместье и часть хозяйств жителей.
В 1919 году открыта школа, которая размещалась в наёмном крестьянском доме. В 1925 году деревня и фольварк. С 20 августа 1924 года до 1 апреля 1931 года центр Боковского сельсовета Мозырского, с 5 октября 1926 года Слободского, с 4 августа 1927 года Каралинского, с 5 февраля 1931 года Ельского районов Мозырского округа  (до 26 июля 1930 года). В 1930 году организован колхоз «Новый Боков», работала кузница. Во время Великой Отечественной войны 21 житель погиб на фронте. Согласно переписи 1959 года в составе совхоза «Мозырская овощная фабрика» (центр — деревня Каменка).
До середины 1970-х годов в деревне функционировала общеобразовательная школа и библиотека, которые затем были закрыты и снесены.
В деревне находится лесничество, во время СССР действовал аэропорт.
«Мозырская овощная фабрика» продолжает своё существование по сей день.

## Население

### Численность
- 2004 год — 70 хозяйств, 154 жителя.

### Динамика
- 1795 год — 22 двора, 194 жителя.
- 1897 год — 27 дворов, 134 жителя; в усадьбе — 3 двора, 13 жителей (согласно переписи).
- 1908 год — 29 дворов, 193 жителя.
- 1925 год — в деревне 51 двора, в фольварке — 3 двора.
- 1959 год — 281 житель (согласно переписи).
- 2004 год — 70 хозяйств, 154 жителя.

## Культура
- Дом культуры
- Музей

## Достопримечательности
- Памятник В. И. Ленину
- Памятник-вертолёт Ми-2У. Расположен около деревни на территории бывшего Мозырского аэропорта (ныне база авиации МЧС)
- Воинский мемориал